# فرقه سیاه
فرقه سیاه (به انگلیسی: Black Order) یک گروه خیالی ابرشرور در کتابهای کامیک منتشر شده توسط مارول کامیکس است. آن‌ها همچنین تحت عنوان به فرزندان تانوس نیز شناخته می‌شوند. 
فرقه سیاه تانوس در دنیای سینمایی مارول در فیلم‌های انتقام‌جویان: جنگ ابدیت (۲۰۱۸) و انتقام‌جویان: پایان بازی (۲۰۱۹) حضور یافته‌اند.

## تاریخچه گروه
فرقه سیاه گروهی از بیگانگان هستند که به تانوس خدمت می‌کنند. آن‌ها به تانوس کمک می‌کنند تا سیارات را برای باج گرفتن از آن‌ها، تهدید به نابودی کند. زمانی آنها توسط تانوس برای پیداکردن پسرش ثین (thane) و پیدا کردن سنگ واقعیت به زمین آمدند. هرکدام به سراغ یکی از اعضای گروه روشن ضمیران (illuminati) که سنگ‌های ابدیت در دست آنها بود رفتند. اِبنی ماو در نیویورک فرود آمد و دکتر استرنج را وادار به جاسوسی کرد. بلک دورف به همراه ارتش کوچکی در واکاندا فرود آمد. کوروس گلیو به مدرسه جین گری رفت. پروکسیما میدنایت نیز به سراغ نیمور رفت. او با تهدید به نابود کردن آتلانتیس، نیمور را وادار به لو دادن جای سنگ کرد. در همین زمان، در حین جستجو برای برای یافتن سنگ، ابنی ماو پسر تانوس، ثین، را یافت. مدتی بعد فرقه سیاه که جای سنگ را یافته بودند با ارتشی بزرگ به واکاندا رفتند. بلک دورف برای محافظت از ایستگاه فضایی (the peak)، از گروه جدا و به آتلانتیس رفت ولی در نبرد با انتقام‌جویان توسط رونان متهم کننده کشته شد. پس از آن، در حین نبرد در واکاندا، ابنی ماو به گروه خیانت کرد و ثین را آزاد نمود. او نیز بقیه گروه فرقه سیاه را به دام انداخت.

## اعضا گروه
بلک دورف: او برادر کوروس گلیواست. بلک دورف قدرت فیزیکی بالایی دارد و پوستش غیرقابل نفوذ است. وقتی او با تانوس به زمین آمد به واکاندا فرستاده شد، اما از پلنگ سیاه شکست خورد. به همین دلیل از گروه اخراج شد. او توسط رونان متهم کشته شده‌است.
کوروس گلیو: او محبوب‌ترین دستیار و فرمانده تانوس است. او رهبر گروه به‌شمار می‌رود و اولین فرمانش، حمله به زمین بود. قدرت اصلی در سلاحی است که در دست دارد. این سلاح می‌تواند هرچیزی را بشکافد. او با در دست داشتن این سلاح نامیرا می‌شود و هر وقت نیز که بمیرد به وسیله این سلاح، زنده می‌شود. او یکبار برای فرار از کشته شدن توسط تانوس خودکشی کرد.
ابنی ماو: او از ضریب هوشی بالایی برخوردار است و قدرت متقاعد کنندگی دارد و می‌تواند همه را راضی کند هرکاری می‌خواهد، انجام دهند. وقتی به زمین آمد سراغ دکتر استرنج رفت. او دکتر استرنج را وادار کرد برای او از گروه روشن ضمیران (illuminati) جاسوسی کند. او پس از نبرد ثین با پدرش، شروع به آموزش دادن او کرد.
پروکسیما میدنایت: او همسر کوروس گلیو است که استاد مبارزات تن‌به‌تن و ماهرترین مبارز گروه است. پروکسیما مقاومت زیادی در برابر جراحت و زخم دارد. او نیزه‌ای سمی دارد و به هر کس برخورد کند، او را فلج می‌کند. هلا او را کشته‌است. این نیزه می‌تواند اشعه گاما را از هالک بیرون بکشد و او را تبدیل به بروس بنر کند. او برای یافتن سنگ‌ها به سراغ نیمور رفت ولی با انتقام‌جویان جدید رو به رو شد. پس از نبرد او فهمید نیمور سنگی در اختیار ندارد.
سوپر جاینت: او قدرت دورآگاهی دارد و می‌تواند ذهن افراد را بخواند. وقتی به زمین آمد برای یافتن فرزند تانوس، ثین به مدرسه جین گری رفت اما پس از شکست دادن مردان اکس او را نیافت. گفته می‌شود تانوس او را در یک یتیم خانه پیداکرده است و چون از کشتن بچه‌های دیگر توسط او خوشش آمده، او را عضو فرقه سیاه کرده‌است.

## در دیگر رسانه‌ها
گروه فرقه سیاه تا به حال در بازی‌ها و فیلم‌های زیادی به نمایش درآمده‌است. در تلویزیون، آنها در پویانمایی گردآوری انتقام‌جویان و نگهبانان کهکشان حضور یافته‌اند.
آن‌ها در دنیای سینمایی مارول، در فیلم‌های انتقام‌جویان: جنگ ابدیت (۲۰۱۸) و انتقام‌جویان: پایان بازی (۲۰۱۹) حضور دارند.
فرقه سیاه همچنین در بازی‌های:
- Marvel: Avengers Alliance
- Marvel: Future Fight
- Marvel: Contest of Champions
- Marvel: Ultimate Alliance 3: The Black Order حضور داشته‌اند.